# Carmo Dalla Vecchia
Carmo Dalla Vecchia (Carazinho, 21 de agosto de 1970) es un actor brasileño.

## Biografía
Descendiente de italianos, nació en la ciudad de Carazinho, en Rio Grande del Sur, pero se mudó con su familia a Santa María, en el mismo estado, en 1977, donde vivió hasta 1993, cuando partió a Río de Janeiro en busca de una carrera artística. Carmo es converso al budismo.
Hizo su debut en la miniserie de televisión Engraçadinha ... Seus Amores e Seus Pecados, de la cadena Rede Globo.
En la telenovela Cobras & Lagartos en 2006 como el problemático Luciano, el actor obtuvo el reconocimiento en los medios de comunicación. Más tarde interpreta el papel del periodista Zé Roberto (Ze Bob) en la telenovela La favorita en 2008.

## Vida personal
Declarado homosexual , está casado desde 2006 con el autor João Emanuel Carneiro, con quien tiene un hijo, Pedro Rafael Carneiro Dalla Vecchia, nacido en agosto de 2019 y engendrado por gestación subrogada.

## Filmografía

### Televisión
| Año  | Título                                          | Personaje                                            |
| ---- | ----------------------------------------------- | ---------------------------------------------------- |
| 1995 | Engraçadinha... Seus Amores e Seus Pecados      | Durval                                               |
| 1995 | Cara e Coroa                                    | Fabinho                                              |
| 1996 | Perdidos de Amor                                | Dalton                                               |
| 1997 | Canoa do Bagre                                  | João                                                 |
| 1998 | Serras Azuis                                    | Silvaninho                                           |
| 2000 | Chiquititas Brasil                              | Rian                                                 |
| 2001 | Pícara Sonhadora                                | Inácio                                               |
| 2003 | La casa de las siete mujeres                    | Batista                                              |
| 2004 | Seus Olhos                                      | Sérgio                                               |
| 2004 | Começar de Novo                                 | Tenório                                              |
| 2005 | Sob Nova Direção                                | Aldo                                                 |
| 2006 | JK                                              | Carlos Vasconcelos                                   |
| 2006 | Cobras & Lagartos                               | Luciano Botelho / Martim                             |
| 2008 | La favorita                                     | Zé Roberto (Zé Bob)                                  |
| 2009 | Cuna de gato                                    | Alcino Rodrigues                                     |
| 2010 | A Cura                                          | José Silvério de Andrade                             |
| 2011 | Cuento encantado                                | Augusto Frederico Ávila de Seráfia (Rey Augusto III) |
| 2012 | Amor Eterno Amor                                | Fernando Sobral                                      |
| 2013 | Preciosa perla                                  | Manfred Ducke López                                  |
| 2014 | Os Homens São de Marte... E É pra lá que Eu Vou | Claudio                                              |
| 2014 | Imperio                                         | Maurílio Ferreira                                    |
| 2015 | Reglas del juego                                | César                                                |